# Burgstall Alladorf
Der Burgstall Alladorf ist eine abgegangene mittelalterliche Niederungsburg östlich der Lochau und unmittelbar südlich des Grundstückes Haus Nr. 73 in Alladorf, einem Gemeindeteil des Marktes Thurnau im Landkreis Kulmbach in Bayern.
Von der ehemaligen Burganlage, als deren Besitzer das Ministerialengeschlecht der Walpoten angenommen wird, ist nichts erhalten.